# Subic (Zambales)
Subic è una municipalità di prima classe delle Filippine, situata nella Provincia di Zambales, nella regione di Luzon Centrale.
Affacciata sulla baia omonima, la municipalità ha ospitato per molti anni la più importante base navale della Marina militare americana al di fuori degli Stati Uniti; dopo l'abbandono da parte della marina, l'area della base è stata trasformata in una zona franca chiamata Zona franca di Subic Bay.
Subic è formata da 16 baranggay:
- Aningway Sacatihan
- Asinan Poblacion
- Asinan Proper
- Baraca-Camachile (Pob.)
- Batiawan
- Calapacuan
- Calapandayan (Pob.)
- Cawag
- Ilwas (Pob.)
- Mangan-Vaca
- Matain
- Naugsol
- Pamatawan
- San Isidro
- Santo Tomas
- Wawandue (Pob.)